# Ls

Comanda UNIX ls (list files) listează fișierele din unul sau mai multe directoare.

## Istorie
ls a fost introdus în versiunea AT&T UNIX originală. Numele este derivat dintr-o comandă similară în Multics. În ziua de azi există două versiuni foarte populare ale comenzii. Una este cea implementată în GNU coreutils folosită în Linux, iar alta este cea implementată în variante BSD precum FreeBSD, OpenBSD, NetBSD și Darwin (Apple). Ambele versiuni ale comenzii sunt software liber și software cu sursă deschisă.

## Syntaxă
```
ls [opțiuni] [fișiere]
```

Sistemele de tip UNIX implementează ideea de director curent (în engleză current working directory). Acesta este poziția curentă în ierarhia sistemului de fișiere. Dacă invocăm comanda fără argumente, toate fișierele din directorul curent sunt listate, mai puțin fișierele ascunse (fișierele al căror nume încep cu . ). Pentru a se lista și fișierele ascunse, se folosește opțiunea -a.
Fără opțiuni suplimentare, ls listează numai numele fișierului. Mai multe informații se pot obține obține folosind -l.
Dintre opțiunile cele mai des folosite amintim:
-a (all) - listează și fișierele ascunse.
-l (long) - tipărește datele fiecărui fișier (permisiuni, utilizator, grup, timp acces și/sau modificare, etc.).
-r (recursive) - recursivitate; sunt listate fișierele din fiecare sub-director întâlnit în cale.
-d - tipărește informații despre un director sau un link simbolic.
-t - sortează lista de fișiere după timpul ultimei modificări.
-h - dimensiunile fișierelor sunt tipărite în format uman (123M, 10K etc.).
În unele sisteme, opțiunea --color (GNU) sau -G (FreeBSD) tipărește numele fișierelor în culori diferite, culoarea sugerând tipul fișierului și permisiunile de acces:
```
 brw-r--r--    1 unixguy staff 64,  64 Jan 27 05:52 
block         

 crw-r--r--    1 unixguy staff 64, 255 Jan 26 13:57 
character     

 -rw-r--r--    1 unixguy staff     290 Jan 26 14:08 
compressed.gz 

 -rw-r--r--    1 unixguy staff  331836 Jan 26 14:06 
data.ppm      

 drwxrwx--x    2 unixguy staff      48 Jan 26 11:28 
directory     

 -rwxrwx--x    1 unixguy staff      29 Jan 26 14:03 
executable    

 prw-r--r--    1 unixguy staff       0 Jan 26 11:50 
fifo          

 lrwxrwxrwx    1 unixguy staff       3 Jan 26 11:44 
link
 -> 
dir   

 -rw-rw----    1 unixguy staff     217 Jan 26 14:08 regularfile   
```

În unele sistem ls are un alias l, pentru ls -l întâlnim ll, pentru ls -la întâlnim la etc.

## Exemple
```
$ 
pwd

/home/fred
$ 
ls -l

drwxr--r--   1 fred  editors   4096  drafts
-rw-r--r--   1 fred  editors  30405  edition-32
-r-xr-xr-x   1 fred  fred      8460  edit
$ 
ls -F

drafts/ 
edition-32 
edit*
```

În acest exemplu, utilizatorul fred are un director drafts și două fișiere: edition-32 și edit. 